# Istituto tecnico industriale statale Amedeo Avogadro

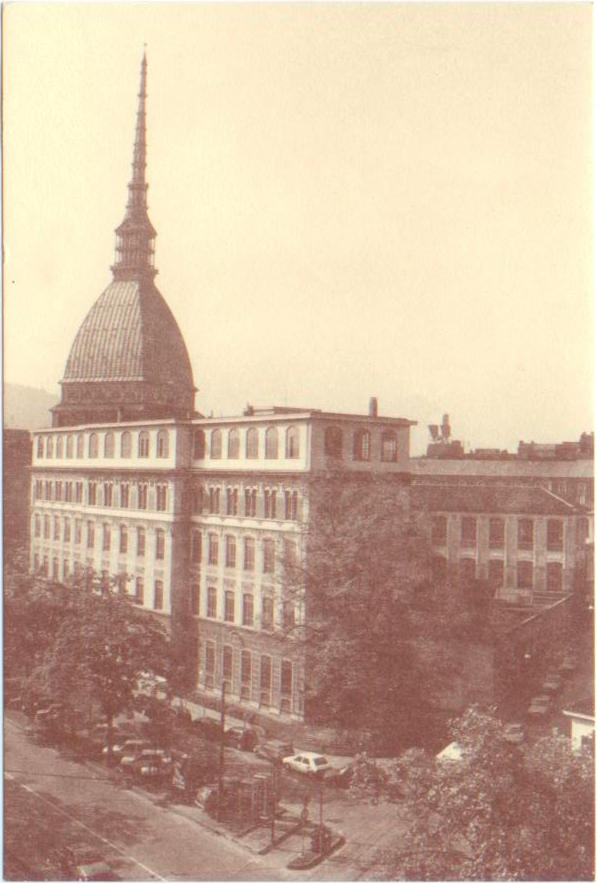
Immagine storica dell'Istituto Amedeo Avogadro di Torino utilizzata da cartolina nel 2005 per onorare i 200 anni d'Istituto.

L'Istituto tecnico industriale statale Amedeo Avogadro è una scuola superiore di Torino ubicata in corso San Maurizio. Prende il nome dal fisico Amedeo Avogadro, celebre per i suoi studi e le sue scoperte tra cui la legge di Avogadro.
L'edificio si presenta come una costruzione tardo-liberty ripristinata nella sua struttura da recenti restauri ed è collocato davanti all'Auditorium della Rai ed ai Giardini Reali. Nelle immediate vicinanze vi sono il rettorato e la segreteria dell'Università di Torino, la sede di Palazzo Nuovo e la Mole Antonelliana.

## Storia

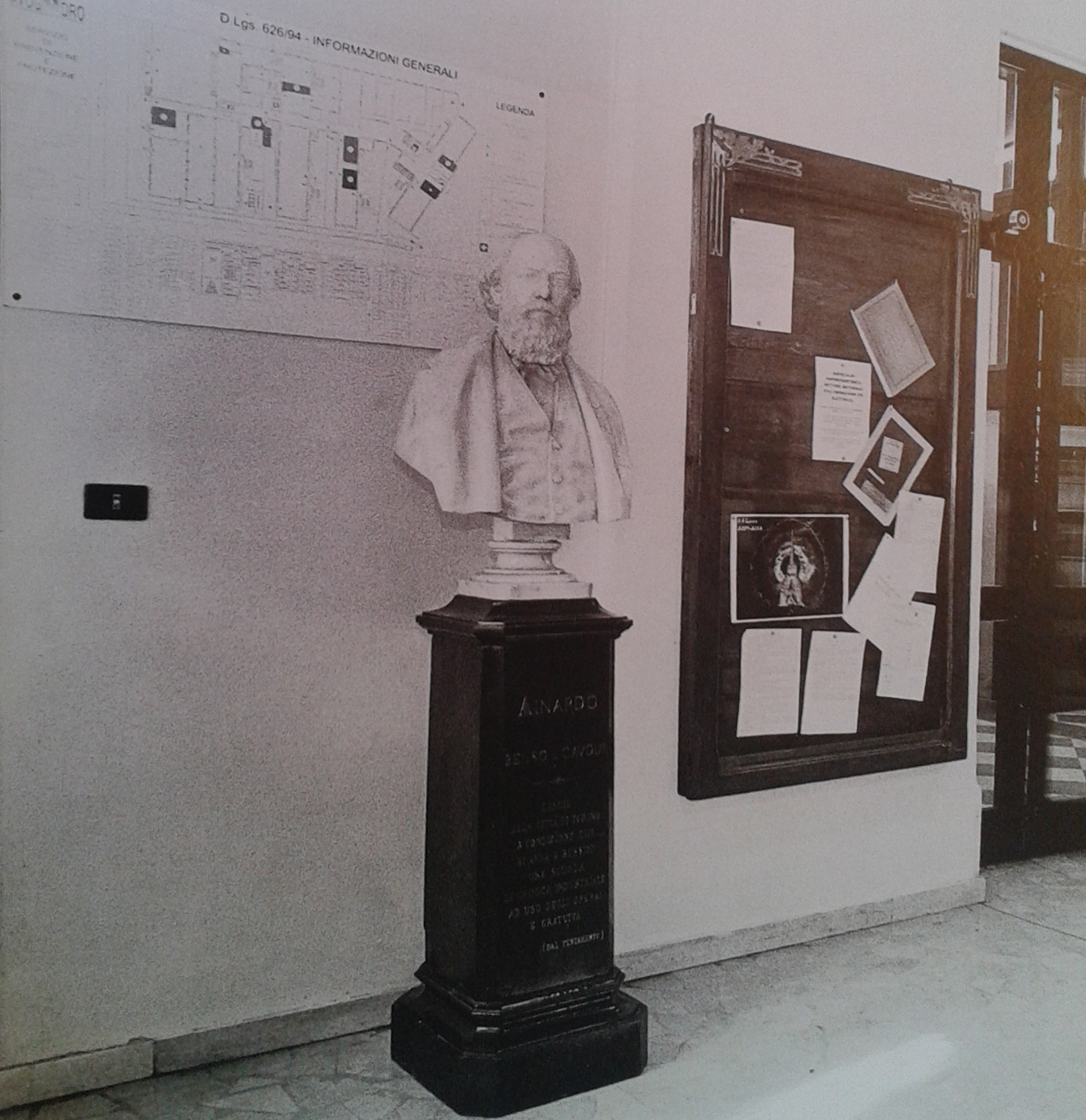
Il busto commemorativo di Ainardo Benso di Cavour nell'ingresso dell'Istituto. Sul basamento l'iscrizione: «[..] LASCIO ALLA CITTÀ DI TORINO... A CONDIZIONE CHE... SI APRA E SUSSIDII UNA SCUOLA DI CHIMICA INDUSTRIALE AD USO DEGLI OPERAI E GRATUITA»

### Origini
L'Istituto ebbe origine l'11 gennaio 1805 (il 21 nevoso dell'anno XIII, secondo l'allora calendario francese) quando il municipio torinese creò una scuola serale di disegno per artisti ed industriali. Vi si insegnava la geometria, l'architettura, l'ornato e la figura umana. Dopo l'Unità d'Italia, per iniziativa del comune di Torino e di privati, vi si aggiunsero altre istituzioni scolastiche. Nel 1878 iniziò a funzionare la scuola serale di chimica "Cavour" grazie ad un lascito del marchese Ainardo Benso di Cavour (nipote del Conte Camillo Benso).

### Inizi del 1900
Durante il decollo industriale di Torino del 1900 il comune decise di riunire in uno stesso edificio tre sezioni scolastiche. Il complesso della nuova istituzione prese il nome di Istituto Professionale Operaio, composto da: Scuola di arti e mestieri e Scuole serali di disegno. Il nuovo istituto fu diretto dall'ingegner Ignazio Verrotti. Nella sezione diurna di Arti e Mestieri gli allievi passarono da 131 nel 1900 ai 264 nel 1909. Di fatto nel 1910 si ebbero le prime modifiche per rendere la scuola più consona alle nuove esigenze industriali: veniva divisa in due parti: la scuola diurna di meccanica e la scuola di arti fabbrili, entrambe di durata quinquennale. Gli iscritti nel 1914 erano 629 ma l'intero Istituto Professionale Operaio raggiungeva le 73 classi e superava i 2500 alunni. Nel 1915 fu soppressa la Scuola di arti fabbrili e i corsi furono riordinati in Scuola professionale di primo grado (o Scuola popolare di arti e mestieri), di durata triennale, e in Scuola professionale di secondo grado (o scuola industriale per meccanici ed elettricisti), di durata quadriennale: i titoli avevano valore legale.
Entrambe le scuole furono costituite in ente autonomo, posto alle dirette dipendenze del Ministero dell'Industria, commercio e lavoro con la denominazione di Regia Scuola Industriale di Torino (1º e 2º grado): alle spese per il funzionamento contribuivano per i 2/5 il Ministero e per i 3/5 il Comune, che offriva anche la sede di corso San Maurizio, dove continuavano inoltre a funzionare le scuole serali comunali e dove dal 1916 ebbe inizio la scuola diurna di chimica industriale, trasformata poi in Istituto per le industrie chimiche.
L'assetto definitivo dell'istituto torinese si ebbe con l'applicazione della riforma Gentile del 1923: nasceva il Regio Istituto Industriale di Torino, con quattro sezioni per ottenere il titolo di periti nelle diverse specializzazioni: meccanici, elettricisti, chimici, tessili e tintori; vi si potevano iscrivere i licenziati di scuola di avviamento, annessa all'istituto e sorta dalla trasformazione della scuola professionale di primo grado.
I corsi serali si trasformarono intanto in corsi per maestranze, aperti alle esigenze dei vari settori industriali locali. A seguito del rinnovo di tutte le attrezzature necessarie e dei macchinari, con l'appoggio finanziario di vari settori industriali, sotto la direzione dell'Ing. Ramiro Morucci, nacquero i Corsi triennali per tecnici superiori (post diploma), poi affossati per contrasti col Politecnico. La scuola divenne anche sede del Laboratorio per l'organizzazione scientifica del lavoro e del Laboratorio di psicotecnica e per l'orientamento professionale a cui facevano capo anche le scuole di altri istituti piemontesi. Inoltre si consolidarono i contatti fra industria e scuola, continuati da Plinio Luraschi (1932-1954).
Alle quattro specializzazioni iniziali si aggiunsero nel 1930 quella per periti radiotecnici e per periti edili, con un impianto completo di officine, laboratori, gabinetti per il controllo dei materiali e per le misure di precisione. Tutta ciò fu messo a disposizione della piccola e media industria: l'istituto aspirava - scrivevano le autorità scolastiche di allora - "a funzionare in forma ufficiale quale laboratorio sperimentale riconosciuto per le industrie della regione, almeno per quelle che operano nel campo meccanico e metallurgico". I rapporti col mondo del lavoro erano quindi molto stretti e si consolidarono con gli anni: diverse fabbriche organizzavano brevi corsi di riqualificazione non solo per le maestranze, ma qualche volta anche per i dirigenti.
La popolazione scolastica era ogni anno in notevole aumento (ci riferiamo soltanto all'istruzione tecnica vera e propria, tralasciando i corsi serali e la scuola di avviamento, che dal 1941 cessò di far parte dell'istituto): da 353 iscritti nel 1935 si passava a oltre 7 000 nel 1940. Dal 1941 funzionava per la prima volta la nuova specializzazione di costruttori meccanici.

### Durante la guerra
Durante la guerra e la resistenza l'istituto (dedicato dal 1935 al 1945 a Pierino Del Piano)  rallentò gravemente la sua crescita. Tra gli ex allievi dell'istituto  caduti per la Patria e ricordati in una lapide marmorea, c'è anche il comandante partigiano pluridecorato Giorgio Gherlenda.
Con la liberazione la scuola riprese a funzionare nei corsi diurni e serali, per la cui riorganizzazione intervenne nel 1947, presso il Ministro della pubblica istruzione Guido Gonella, lo stesso presidente della Fiat professor Vittorio Valletta.
Fino agli anni cinquanta si operò principalmente per rimettere in sesto e rinnovare gli impianti. Così l'istituto, dedicato dal 1946 ad Amedeo Avogadro, fu ampliato dal punto di vista edilizio e sistemato nei vari corsi con officine e laboratori. Si riannodavano i legami con le grandi aziende come Fiat, SIP, Lancia Eiar (il vice presidente della Fiat, Giancarlo Camerano, presiedeva il Consiglio di amministrazione), mentre l'evoluzione tecnica e tecnologica nell'industria richiedeva nuovi tecnici specializzati.
Per rispondere alle esigenze nel 1954 iniziarono i corsi di perfezionamento in elettronica industriale e i corsi di specializzazione in televisione e perfezionamento per i periti radiotecnici.
Nel 1960 la specializzazione di radiotecnica cambiò nome in telecomunicazioni, con programmi più aderenti alle nuove tecnologie. Infine dal 1962 si aprì la nuova specializzazione in energia nucleare, i cui tecnici erano richiesti per le centrali termonucleari in costruzione.

### 1960-1980
Nei primi anni Sessanta del Novecento presso l'istituto Avogadro si svolsero le prime riunioni dell'Associazione per l'Insegnamento della Fisica, fondato nel 1962 e del quale fu primo presidente il torinese Filippo Odone, docente presso l'Avogadro stesso. L'istituto negli anni '50 e '60 ebbe grande sviluppo, anche in merito al preside Francesco Barra Caracciolo (1954-1967), mentre negli anni successivi, e per tutti gli anni '70, l'istituto Avogadro vide attenuarsi il suo prestigio. Si compiva intanto un processo, cominciato molti anni prima, di progressivo decentramento delle diverse specializzazioni, che diedero vita a scuole autonome: Istituto per Tecnici e Tintori G. Guarella (autonomo dal 1942); Istituto per Chimici Industriali L. Casale (1956); Istituto per l'Elettrotecnica G. Peano (1961); Istituto per le Telecomunicazioni e l'Ingegneria nucleare Pininfarina (1967); Istituto per le Costruzioni Aeronautiche A. Grassi (1974). In seguito l'Istituto ha anche "generato" gli Istituti Primo Levi (1984) e Enrico Fermi (1989). Al di là della riduzione delle specializzazioni, quel che venne meno all'Avogadro negli anni '70 fu la connessione tra istituzione scolastica e società civile, che aveva invece contraddistinto le politiche della scuola fino dai suoi esordi; tale "dialogo" riprese poi nel 1978 con l'arrivo alla guida del preside Giulio Cesare Rattazzi (proveniente dalla precedente direzione di un altro storico Istituto tecnico italiano, I'ITIS Cobianchi di Verbania).

## Architettura

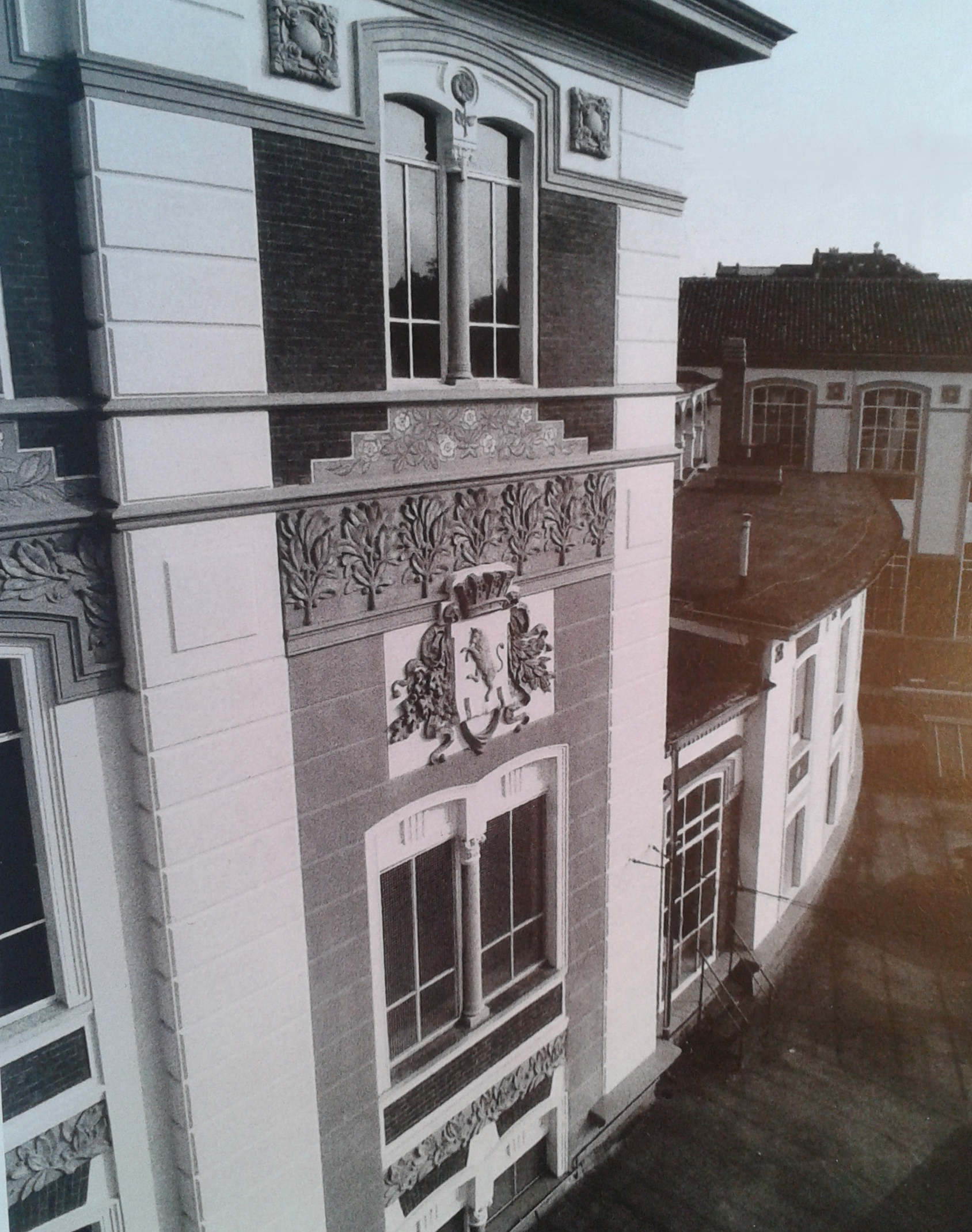
Facciata su Via Rossini

L'opera di ristrutturazione dell'edificio scolastico che condusse all'attuale aspetto fu svolta a partire dal 1902 su progetto dell'ingegner Giorgio Scanagatta. Ancora oggi si ritrovano i motivi decorativi dell'epoca nella parte dell'edificio che si affaccia su Via Rossini, come i fregi floreali disegnati dall'ingegner Camillo Dolza e le bifore liberty che rievocano i tempi della Torino durante l'Esposizione universale.

## L'istituto
L'Istituto è provvisto di laboratori attrezzati per il settore della meccanica, dell'elettrotecnica, informatica e chimica.

### Offerta formativa
L'offerta formativa diurna si articola su due principali tipi di corsi: l'istituto tecnico industriale e il liceo scientifico delle scienze applicate. L'istituto tecnico comprende un biennio comune e poi la scelta di una specializzazione come "informatica e telecomunicazione", "elettrotecnica ed automazione" e "meccanica, meccatronica ed energia".
Il corso serale offre tutti gli indirizzi dell'istituto tecnico secondo quello che viene definito: "Progetto Sirio", atto a favorire il reinserimento di lavoratori in percorsi formativi.

## Progetti e attività culturali
L'Istituto Avogadro offre ai propri studenti diverse attività: stage presso aziende, conferenze tecniche a cura di esperti esterni, corsi di approfondimento su argomenti curricolari tenuti da docenti interni o esterni (P.L.C. , CAD, ...), partecipazione a campionati interscolastici (olimpiadi di matematica, fisica, giochi della chimica), olimpiadi di informatica, European Union Science Olympiad, Zero Robotics etc.).

### Progetti cui partecipano gli studenti
Gli studenti ogni anno sono impegnati in diverse attività e competizioni, come dimostrano la vittoria alla competizione internazionale Zero Robotics nel 2011, la medaglia di bronzo vinta nel 2023 alla 34^ edizione delle Olimpiadi Internazionali di Biologia (IBO - Olimpiadi internazionali della biologia) da Enrico Peter Grande o lo svolgimento presso la sede dell'istituto della selezione regionale per i Campionati (ex Olimpiadi) delle Scienze Naturali nel 2024.

### Laboratori extrascolastici
Numerose le attività che vengono svolte dai ragazzi sia in orario scolastico che extrascolastico. Tra queste, sono da annoverare i corsi di teatro e cinema.
Nel 2010, data la fervente produzione del Laboratorio Audiovisivi, nasce il canale Youtube "Avovideotorino", che diviene uno strumento utile a studenti e insegnanti per visionare le produzioni video dell'Istituto, consistenti in cortometraggi, documentari, spot e interviste. La collaborazione fin dalla nascita del Laboratorio Audiovisivi con il regista (ed ex allievo dell'Istituto Avogadro) Alessandro Rota, ha portato alla realizzazione di numerosi cortometraggi supportati dal M.I.U.R. come "La Grande Fabbrica della Guerra", "Il Libro e la Fabbrica" e "150 anni a scuola", vincitori di numerosi premi.
Attualmente le attività del Laboratorio Audiovisivi vengono realizzate con la collaborazione dell'Associazione Culturale Officine Ianós.